# اس‌ام‌اس نیمف
اس‌ام‌اس نیمف (به انگلیسی: SMS Nymphe) یک کشتی بود که طول آن ۱۰۵٫۱ متر (۳۴۴٫۸ فوت) بود. این کشتی در سال ۱۸۹۹ ساخته شد.